# Luziola fluitans
Luziola fluitans är en gräsart som först beskrevs av André Michaux, och fick sitt nu gällande namn av Edward Everett Terrell och Harold Ernest Robinson. Luziola fluitans ingår i släktet Luziola och familjen gräs. Inga underarter finns listade i Catalogue of Life.